# Please Kill Me
Please Kill Me è un libro di Gillian McCain e Legs McNeil.

## Il libro
Please Kill Me esplora il mondo del punk in tutte le sue vicende, le droghe, il sesso, le follie e i malesseri di molte persone che appartengono a questa "categoria".
Si passa dal trattamento elettroshock di Lou Reed, alle morti per overdose di Sid Vicious e Johnny Thunders; vengono narrate le complicate scappatelle di Dee Dee Ramone, e tutte le altre storie che ci portano a scoprire quella ribellione generazionale verso tutto e tutti nata a fine anni settanta con l'avvento di gruppi come Sex Pistols o Clash, fornendo una testimonianza per quelle persone che allora non c'erano. Un intreccio di racconti di protagonisti di questa ondata punk, senza omettere i dolori e le sensazioni di queste persone.
Quasi un saggio su questo tema che fece tanto discutere, per la violenza di molti sostenitori di questa "cultura". Un viaggio negli abissi e nei paradisi della creatività.

## L'autore
Legs McNeil, uno dei fondatori della fanzine punk, ha vissuto una storia in prima persona, e di cui è stato testimone oculare, rendendolo quindi molto qualificato sul tema: mette tutto questo a nudo nel suo libro.

## Citazioni sui punk
Ed Sanders dice così dei punk:
(Ed Sanders)

## Edizioni
- Gillian McCain, Legs McNeil, Please Kill Me, Dalai Editore, aprile 2006.